# K7Computing
K7Computingは、コンピュータセキュリティ関連製品の開発・販売をおこなっている会社。インド・チェンナイで1990年に創立された。
ソースネクスト社のセキュリティソフトウイルスセキュリティの開発元でもある。

## 主要製品
- Vx2000+ Antivirus
- K7 Total Security 2006
- K7 Antivirus Desktop Edition
- K7 Antivirus Corporate Edition